# نهائي كأس العالم 2010
نهائي كأس العالم لكرة القدم 2010 أقيم في يوم 11 يوليو 2010 على ملعب ستاد البنك الوطني الأول بجوهانسبرغ في جنوب أفريقيا، وجمع النهائي بين هولندا وإسبانيا حيث فاز أسبانيا بهدف وحيد سجله أندريس إنييستا قبل 4 دقائق من نهاية الأشواط الإضافية.وهذه المرة الأولى في التاريخ التي تصل بها إسبانيا للمباراة النهائية لكأس العالم، كما أن هولندا لم تبلغ المباراة النهائية منذ 32 سنة وتحديداً منذ أن لعبت في نهائي كأس العالم لكرة القدم 1978.وكان نهائياً أوروبياً خالصاً للمرة الثانية على التوالي بعد نهائي كأس العالم لكرة القدم 2006 بين إيطاليا وفرنسا. ولم يسبق لكلا المنتخبين هولندا أو إسبانيا أن ذاق طعم الفوز بكأس العالم، ما يعني انضمام منتخب جديد لنادي المتوجين بكأس العالم. وكانت آخر مباراة نهائية جمعت فريقين غير متوجين كانت في عام 1978 في بوينس آيرس بين هولندا بالذات والأرجنتين وكسبتها الأرجنتين. وكان الأخطبوط بول قد تكهن قبل اللقاء بفوز الإسبان باللقب.

## المواجهات السابقة
تواجه المنتخبان قبل هذه المباراة 8 مرات، 4 مباريات فاز بها الهولنديون، وفاز الأسبان ب3 منها، وتعادلا في مباراة واحدة، سجل الهولنديون 10 أهداف بينما سجل الأسبانيون 12 هدف. أما عن المواجهات في كأس العالم فهذه أول مرة تحدث مواجهة بين الفريقين.

## الطريق إلى النهائي
| الفريق                                          | لعب | فاز | تعادل | خسر | له | عليه | الفارق | النقاط |
| ----------------------------------------------- | --- | --- | ----- | --- | -- | ---- | ------ | ------ |
| إسبانيا                                         | 3   | 2   | 0     | 1   | 4  | 2    | +2     | 6      |
| تشيلي                                           | 3   | 2   | 0     | 1   | 3  | 2    | +1     | 6      |
| سويسرا                                          | 3   | 1   | 1     | 1   | 1  | 1    | 0      | 4      |
| [[ملف:\|23x15px\|border \|alt=\|link=]] هندوراس | 3   | 0   | 1     | 2   | 0  | 3    | −3     | 1      |

| الفريق    | لعب | فاز | تعادل | خسر | له | عليه | الفارق | النقاط |
| --------- | --- | --- | ----- | --- | -- | ---- | ------ | ------ |
| هولندا    | 3   | 3   | 0     | 0   | 5  | 1    | +4     | 9      |
| اليابان   | 3   | 2   | 0     | 1   | 4  | 2    | +2     | 6      |
| الدنمارك  | 3   | 1   | 0     | 2   | 3  | 6    | −3     | 3      |
| الكاميرون | 3   | 0   | 0     | 3   | 2  | 5    | −3     | 0      |

### هولندا

#### دور المجموعات
وُضعت هولندا في مجموعة سهلة وهي المجموعة (هـ) مع منتخبات الكاميرون واليابان والدنمارك. بدأت هولندا مباراتها الأولى مع الدنمارك، وكان الشوط الأول خالياً من الفرص، لكن مابدأ الشوط الثاني حتى تقدمت هولندا بهدف سجله الدنماركي دانييل آغر على نفسه بعد دقيقة واحدة من بداية الشوط. ثم ختم ديرك كاوت المباراة بهدف ثانٍ في الدقيقة 85. لعبت هولندا في مباراتها الثانية ضد اليابان وفازت بهدف وحيد لويسلي شنايدر في الدقيقة 53 لتضمن هولندا التأهل لدور خروج المغلوب من المباراة الثانية بعد فوزين متتاليين وحصولها على 6 نقاط، لكنها لم تضمن تصدر المجموعة. وفي مباراتها الأخيرة أمام الكاميرون، فازت هولندا بصعوبة بهدفين لهدف، حيث أنها تقدمت في الدقيقة 36 عبر روبن فان بيرسي، لكن الكاميرون تعادلت بضربة جزاء حصلوا عليها بعد أن لمس رافاييل فان در فارت الكرة بيده، سددها سامويل إيتو في الدقيقة 65، واستعادت هولندا تقدمها في الدقيقة 83 عبر هدف هونتيلار، وأنهت مشوارها في دور المجموعات متصدرة ب 9 نقاط من بثلاث انتصارات نظيفة.

#### الأدوار التأهيلية
في دور خروج المغلوب، في الثمن نهائي، واجهت هولندا وصيف المجموعة (و) ألا وهو سلوفاكيا، وتقدمت عبر هدف مبكر لأرين روبن في الدقيقة 18 وعززت موقفها بهدف ثانٍ سجله شنايدر في الدقيقة 84، لكن سلوفاكيا أبت أن تخرج إلا بهدف سجله روبرت فيتيك بضربة جزاء في الدقيقة 90+4، تحصلوا عليها بعد بعرقلة الحارس مارتن ستيكلنبيرغ لمهاجم منتخب سلوفاكيا روبرت فيتيك. في الدور الربع نهائي، كان على هولندا أن تواجه البرازيل، أقوى منتخب في العالم تاريخياً وأكثر منتخب حاصل على كأس العالم، وقد كانت مباراة صعبة على هولندا، إذ تقدمت البرازيل مبكراً جداً عبر روبينهو بعد 10 دقائق من بداية المباراة. لكن هولندا عادت في الشوط الثاني وتعادلت في الدقيقة 68 عبر شنايدر، واستفادت هولندا من طرد البرازيلي فيليبي ميلو في الدقيقة 73، ليضغطوا على البرازيل ويتقدمون في الدقيقة الأخيرة عبر شنايدر مرة أخرى. واجهت هولندا في النصف النهائي الأوروغواي، وبدأت المباراة بتسجيل أرين روبن لهولندا مبكراً في الدقيقة 18، ولكن الأوروغياني دييغو فورلان عادل النتيجة في الدقيقة 41 لينتهي الشوط الأول بالتعادل. في الشوط الثاني، ظلت الأوضاع كما هي حتى وقت متأخر، لكن شنايدر سدد تسديدة إلى المرمى في الدقيقة 70 لتتقدم هولندا مرة أخرى، ثم بعد دقيقتين احرز أرين روبن هدفاً ثالثاً فصعب الأمور على الأوروغواي. وظلت الأوضاع لصالح هولندا حتى الدقيقة الأخيرة عندما سجل ماكسميليانو بيريرا هدفاً للأوروغواي ولكن ذلك لم يغير شيء فانتهت المباراة ب3 أهداف لهدفين، وتأهلت هولندا للمرة الثالثة في تاريخها لنهائي كأس العالم.

### إسبانيا

#### دور المجموعات
ضُمت إسبانيا في المجموعة (ح) مع مجموعة سهلة هي الأخرى مع مع منتخبات الهندوراس وسويسرا وتشيلي. لكن رغم ذلك فإنها خسرت مباراتها الأولى أمام سويسرا بهدف وحيد سجله جيلسون فيرنانديز في الدقيقة 52، ليجعل إسبانيا في ذيل القائمة. قدمت إسبانيا أداءً ممتازاً في مباراتها الثانية مع الهندوراس، حيث تقدمت مبكراً في الشوط الأول في الدقيقة 17 عبر دافيد فيا ثم سجل فيا هدفه الثاني بداية الشوط الثاني في الدقيقة 51 لتنتهي المباراة بفوز أسبانيا بهدفين للا شيء وتكسب 3 نقاط جعلتها في المركز الثاني وراء تشيلي، التي واجهتها في مباراتها الثالثة، وفازت بهدفين لهدف. وقد كان الشوط الأول مثيراً فقد كانت جميع أهداف المباراة فيها، حيث سجل دافيد فيا الهدف الأول في الدقيقة 24 وأضاف أندريس إنييستا الهدفا الثاني في الدقيقة 37 لتتقدم أسبانيا بهدفين، وفي بداية الشوط اثاني وتحديدا في الدقيقة 47 سجل رودريغو ميار هدف المنتخب التشيلي الوحيد لتنتهي المباراة بنتيجة 2-1 وتكسب إسبانيا 3 نقاط ليصبح مجموع ما كسبته من النقاط 6، فتتصدر المجموعة وتتأهل لدور خروج المغلوب.

#### الأدوار التأهيلية
في دور خروج المغلوب، في الثمن نهائي واجهت إسبانيا وصيف المجموعة (ز) منتخب البرتغال، في مباراة صعبة انتهت بفوز الأسبان بهدف وحيد أحرزه دافيد فيا في الدقيقة 63 لتتأهل أسبانيا للربع نهائي. واجهت إسبانيا في الربع نهائي الباراغواي في مباراة صعبة لكلا الطرفين، حيث شهدت المباراة تعادلاً سلبياً إلى قرب نهاية الوقت، حيث سجل دافيد فيا في الدقيقة 83 هدف الفوز الوحيد لأسبانيا. بعدها، قابلت أسبانيا في أصعب مبارياتها بالبطولة المنتخب ألماني، أقوى منتخبات أوروبا تاريخياً، وقد كانت مباراة خالية من الأحداث، ولكن كارلوس بويول سجل هدف براسه في الدقيقة 73، لتنتهي المباراة بفوز إسبانيا بهدف وحيد وتتأهل للنهائي للمرة الأولى في تاريخها. فازت أسبانيا في جميع مبارايتها في دور خروج المغلوب بتيجة هدف وحيد مقابل لاشيء، شهدت تلك المباريات تسجيل الأهداف بأكمها في الشوط الثاني.

## كرة المباراة
اديداس جابولاني (بالإنجليزية: Adidas Jabulani)‏ هي كرة نهائي بطولة كأس العالم لكرة القدم 2010، لكن الكرة الخاصة والتي كُشفَ عنها في 20 أبريل 2010. هي النسخة الذهبية من كرات جابولاني واسموها جوبولاني (بالإنجليزية: Jo'bulani)‏ وهو لفظ منحوت بين كل من:
- كلمة جابولاني (لغة الزولو Jabulani) والتي تعني الاحتفال [18]
- مدينة جوهانسبورغ (بالإنجليزية: Johannesburg)‏ المدينة التي استضافت المباراة، وكنيتها المتداولة جوبورغ (بالإنجليزية: Jo'burg)‏.[17]
- طليت باللون الذهبي للدلالة على لون كأس البطولة ومحاكاةً لكنية أخرى لمدينة جوهانسبورغ المسماة بمدينة الذهب (بالإنجليزية: the City of Gold)‏.[17]

## المباراة

### ملخص المباراة

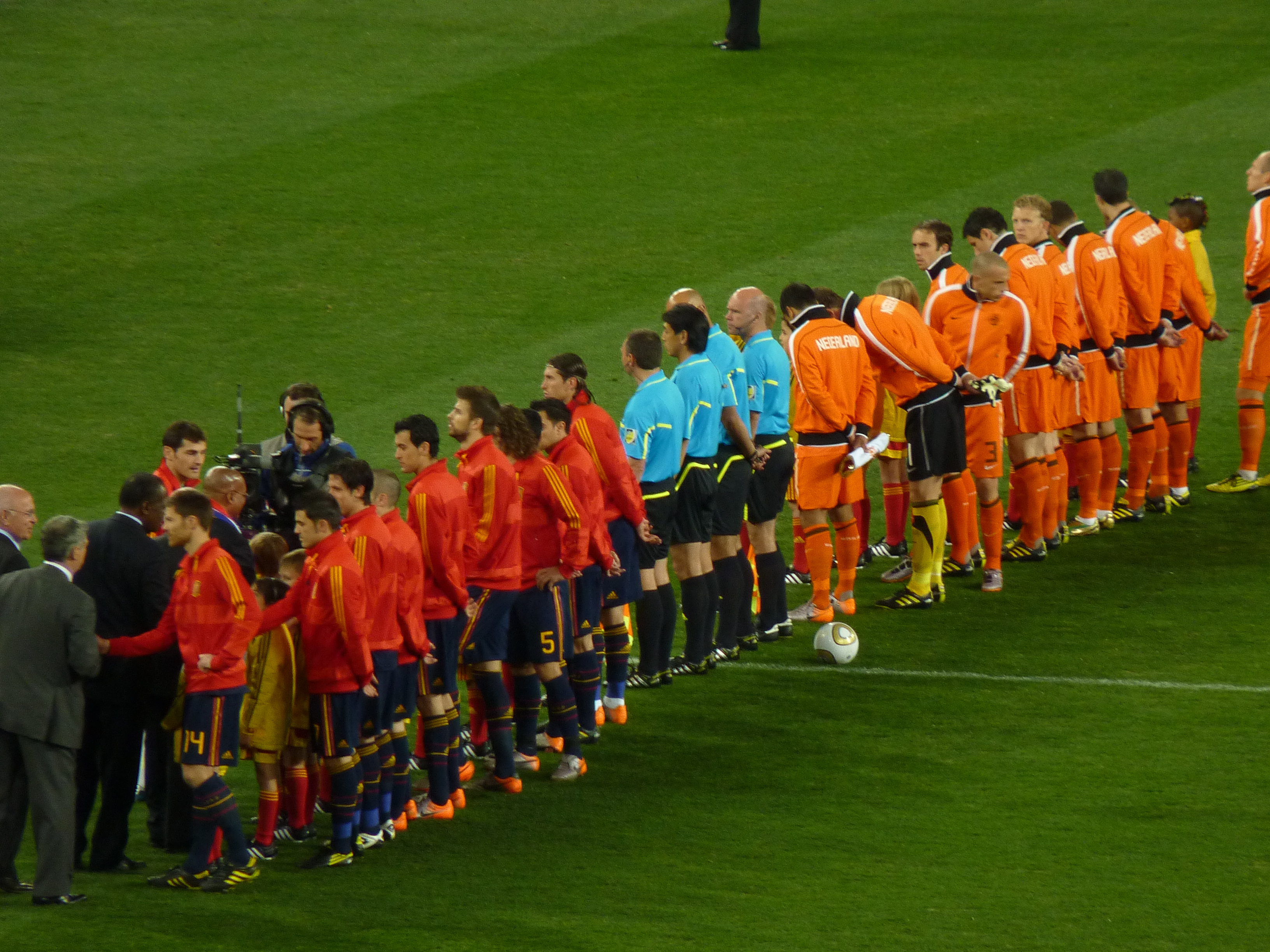
الرئيس الجنوب أفريقي جاكوب زوما وبعض كبار الشخصيات يصافح اللاعبين قبل بدء المباراة

حُظي النهائي بأكبر عدد من البطاقات في نهائيات كأس عالم، وكان عدد البطاقات المكتسبة أكثر من ضعف الرقم القياسي السابق، وهو 6 بطاقات في نهائي كأس العالم 1986 بين الأرجنتين وألمانيا. عدد البطاقات المكتسبة في المباراة 14 بطاقة صفراء منها 9 لمنتخب هولندا، و5 من نصيب منتخب إسبانيا ، وقد طُرد جون هيتينغا بعد تلقيه بطاقتين صفراتين. وكانت البطاقة الصفراء الموجهة لنايجل دي يونغ بعد ركله تشابي ألونسو في صدره في الشوط الأول، قد أثارت غضب الكثير، منهم روب هيوز والذي اعتقد بأنه كان يجب إعطاءه بطاقة حمراء.
كان لمنتخب هولندا، فرص عدة للتسجيل، أبرزها في الدقائق الستين من المباراة، عندما مرر شنايدر الكرة لأرين روبن، لينفرد بها ويواجه الحارس الأسباني إيكر كاسياس وجهاً لوجه، لكن كاسياس أبعد تسديدته برجله. أما عن منتخب إسبانيا، فقد أهدر المدافع سيرجيو راموس رأسية من ركلة زاوية، عندما كان غير مراقب. استُبدل الكابتن الهولندي جيوفاني فان برونكهورست بإيدسون برايفهايد في الدقيقة 105، واستلم شارة الكابتن رافاييل فان در فارت الذي اشترك بديلاً عن نايجل دي يونغ في الدقيقة 99، ليصير قائداً للفريق للخمس عشرة دقيقة الأخيرة. من الدقيقة 109، لعب الهولنديون ب 10 لاعبين، بسبب حصول جون هيتينغا على بطاقة صفراء ثانية وطرده من المباراة. وباقتراب نهاية الشوط الثاني الإضافي، وتوقع تحديد مصير المباراة بالركلات الترجيحية للمرة الثانية على التوالي، كما حدث في نهائي 2006، انطلق خيسوس نافاس داخل منطقة الجزاء الهولندية، وبدأت سلسة من التمريرات، واستمرت إلى أن كسر أندريس إنييستا الجمود بتسديده هدفاً من كرة طائرة استلمها من سيسك فابريجاس، وذلك في الدقيقة 116.
قبل الهدف مباشرة، حُسبت ركلة حرة مباشرة للهولنديين، اصطدمت الكرة بحائط الصد (يظهر أن الكرة انحرفت باصطدامها بسيسك فابريجاس)، وخرجت من الملعب، والذي كان يجب على الحكم إعطاء ركلة ركنية للهولنديين، لكنه حسبها ركلة مرمى وهي التي أدت لهدف الفوز. مع ذلك، كان الهولنديون مستحوذين على الكرة بالقرب من المنطقة الأسبانية، في اللحظات بين الضربة الحرة المباشرة وهدف أندريس إنييستا. حصل المدافع الهولندي يوريس ماتيسين على بطاقة صفراء بسبب معارضته الشديدة للحكم بعد الهدف، بينما انتقد اللاعبون الهولنديون قرار الحكم هاوارد ويب بعد المباراة. حصل أندريس إنييستا على بطاقة صفراء أيضاً بسبب نزعه لقميصه أثناء احتفاله بالهدف. تحت القميص الذي كان يلبس سترة بيضاء مكتوب عليها بخط اليد (Dani Jarque siempre con nosotros) ((بالعربية)) وهو قائد نادي إسبانيول الأسباني الذي توفي في 2009 جراء أزمة قلبية مفاجئة خلال المعسكر التدريبي لفريقه في إيطاليا.

### التفاصيل
| هولندا | 0–1 (ب.و.إ.) | إسبانيا            |
| ------ | ------------ | ------------------ |
|        | الفيفا       | أندريس إنيستا 116' |

| هولندا | إسبانيا |

| حارس مرمى       | 1  | مارتن ستيكلنبورخ       |          |      |
| ظهير أيمن       | 2  | غريغوري فان دير فيل    | 110'     |      |
| قلب دفاع        | 3  | جون هيتينغا            | 56' 109' |      |
| قلب دفاع        | 4  | يوريس ماتيسين          | 117'     |      |
| ظهير أيسر       | 5  | جيوفاني فان برونكهورست | 54'      | 105' |
| وسط محوري       | 6  | مارك فان بوميل         | 22'      |      |
| وسط محوري       | 8  | نايجل دي يونغ          | 28'      | 99'  |
| جناح أيمن       | 11 | آريين روبن             | 84'      |      |
| وسط مهاجم       | 10 | ويسلي سنايدر           |          |      |
| جناح أيسر       | 7  | ديرك كاوت              |          | 71'  |
| مهاجم           | 9  | روبن فان بيرسي         | 15'      |      |
| البدلاء:        |    |                        |          |      |
| مهاجم           | 17 | إلييرو إليا            | 71'      |      |
| وسط محوري       | 23 | رافاييل فان در فارت    | 99'      |      |
| ظهير أيمن       | 15 | إيدسون برايفهايد       | 105'     |      |
| المدرب:         |    |                        |          |      |
| بيرت فان مارفيك |    |                        |          |      |

| حارس مرمى        | 1  | إيكر كاسياس     |           |
| ظهير أيمن        | 15 | سيرخيو راموس    | 23'       |
| قلب دفاع         | 3  | جيرارد بيكيه    |           |
| قلب دفاع         | 5  | كارليس بويول    | 17'       |
| ظهير أيسر        | 11 | خوان كابديفيلا  | 67'       |
| وسط محوري        | 16 | سيرجيو بوسكيتس  |           |
| وسط محوري        | 14 | تشابي ألونسو    | 86'       |
| جناح أيمن        | 6  | أندريس إنييستا  | 117' 116' |
| وسط مهاجم        | 8  | تشافي هيرنانديز | 120'      |
| جناح أيسر        | 18 | بيدرو           | 60'       |
| مهاجم            | 7  | دافيد فيا       | 105'      |
| البدلاء:         |    |                 |           |
| جناح أيسر        | 22 | خيسوس نافاس     | 60'       |
| وسط محوري        | 10 | سيسك فابريغاس   | 87'       |
| مهاجم            | 9  | فرناندو توريس   | 105'      |
| المدرب:          |    |                 |           |
| فسينتي ديل بوسكي |    |                 |           |

| رجل المباراة: أندريس إنيستا الحكام المساعدون: دارين كان مايكل مولاركي الحكم الرابع: يوتشي نيشيمورا الحكم الخامس: تورو ساغارا |

### إحصائيات اللقاء
|                         | هولندا | إسبانيا |
| ----------------------- | ------ | ------- |
| الأهداف المسجلة         | 0      | 1       |
| مجموع التسديدات         | 13     | 18      |
| تسديدات على المرمى      | 5      | 8       |
| الإستحواذ               | 43%    | 57%     |
| ضربات ركنية             | 6      | 8       |
| الأخطاء المرتكبة        | 28     | 18      |
| حالات تسلل              | 7      | 6       |
| بطاقات صفراء            | 8      | 5       |
| بطاقاتين صفراء ثم حمراء | 1      | 0       |
| بطاقات حمراء            | 0      | 0       |

- FIFA.com – نظرة عامة (إسبانيا - هولندا)
- FIFA.com – النهائي - جميع الإحصائيات

## ردود الفعل
انتقد اللاعب الهولندي السابق يوهان كرويف في اليوم الذي تلى النهائي في جريدة بيريوديكو دي كاتالونيا، المنتخب هولندي واصفاً إياه بأن اللاعبين لعبوا بطريقة خشنة جداً، وواصفاً مشاركتهم في النهائي ب«القبيحة» و«المبتذلة». وأضاف أن الهولنديين كان من المفترض أن يُطرد منهم لاعبَيْن في وقت مبكر من المباراة، وانتقد الحكم لعدم طردهما. أما عن وكالة أسوشيتد برس رأيهم أن الهولنديين تحولوا كثيراً جداً للتكتيكات القذرة.
حصل لاعبو هولندا على 9 بطاقات بينما لاعبو إسبانيا على 5 بطاقات. كان هاوارد ويب قبل النهائي متعادلاً مع الحكم يويتشي نيشيمورا في عدد البطاقات التي أعطاها في كأس العالم وهو 17. بعد النهائي، اتهم بعض اللاعبون الهولنديون مثل أرين روبن، مارتن ستيكلنبيرغ، فان بيرسي، ديرك كاوت وويسلي شنايدر الحكم هاوارد ويب في تفضيل أسبانيا. بينما أيد الأسبان اتهام الحكم هاوارد ويب في تفضيل السويسريين، في أول مباراة لأسبانيا في كأس العالم التي انتهت بخسارة الأخير. في نهاية المسابقة، حصل اللاعبون الهولنديون على 22 بطاقة صفراء في مبارياتها السبعة، بينما حصل اللاعبون الإسبان على 8 بطاقات (الأقل من بين الأربعة المتأهلين للنصف نهائي، حيث حصل كلاً من لاعبي ألمانيا والأوروغواي على 13 بطاقة صفراء). حصلت أسبانيا بعد المسابقة على جائزة الروح الرياضية.
انتقد اللاعب الألماني المشهور فرانز بيكنباور كلا الفريقين والحكم هاوارد ويب، قائلاً عن المباراة: «افتقاد للتدفق الهجومي، واحتجاج دائم للاعبين، وافتقاد الحكم للنظرة الشاملة الحقيقية». كانت هناك انتقادات سلبية وإيجابية بعد إستراتيجية استحواذ الكرة الأسباني في نهائي كأس العالم. في حين حافظ البعض على أنه كان فعالاً، ولكن ممل. وادعى آخرون أنه كان جميلاً. دافع بعض الحكام الإنجليز، مثل سام والاس، غراهام بول وديرموت غالاغر عن الحكم هاوارد ويب. واعترف رئيس الفيفا بلاتر، بأن الحكم هاوارد ويب كانت أمامه مهمة صعبة جداً في المباراة. علق نايجل دي يونغ لاعب الوسط الهولندي، أن الحكم هاوارد ويب ليس بحكمٍ سيئ، وأضاف أنه كان محظوظاً أنه لم يتلق بطاقة حمراء، حتى أن هاوارد ويب قال بنفسه:
استُقبِل المنتخب الهولندي في أمستردام بحوالي 200,000 مشجع، ولُقِب كلاً من الكابتن جيوفاني فان برونكهورست والمدرب بيرت فان مارفيك بالفارس في جائزة أورانج ناسو بواسطة الملكة بياتريكس. تفيد بعض التقارير أن بعض اللاعبين الأسبانيين يمثلون للحصول على الأخطاء.